# ごま塩ノイズ

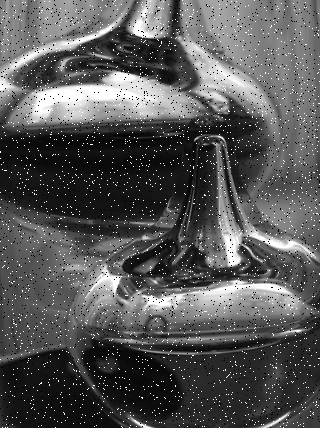
ごま塩ノイズのある画像

ごま塩ノイズ、ソルトアンドペッパーノイズ（英: Salt-and-pepper noise）は画像に見られるノイズの一種。インパルスノイズとも呼ばれる。画像信号の急激で突然の乱れによって引き起こされ、まばらに発生する白と黒のピクセルとして現れる。
この種類のノイズの効果的なノイズ除去方法は、メディアンフィルターまたはモルフォロジーフィルターである。 ソルトノイズまたはペッパーノイズのいずれか（両方ではない）を低減するには、逆調和平均フィルターが効果的である。 